# Малый Аёв
Малый Аёв — река в России, протекает по Большеуковскому району Омской области. Устье реки находится в 191 км по левому берегу реки Большой Аёв. Длина реки составляет 52 км, площадь водосборного бассейна — 924 км².
Населённых пунктов на реке нет.

## Данные водного реестра
По данным государственного водного реестра России относится к Иртышскому бассейновому округу, водохозяйственный участок реки — Оша, речной подбассейн реки — бассейны притоков Иртыша до впадения Ишима. Речной бассейн реки — Иртыш.